# 社稷中学校
社稷中学校（サジクちゅうがっこう）は、大韓民国釜山広域市東萊区にある公立中学校。

## 概要
中学校（チュンハッキョ、중학교）は、2004年度に無償で完全義務教育化される。高校進学率は99.6%とほぼ全員が進学する。

## 沿革
- 1981年3月5日 - 開校[1]